# Obrovia
Obrovia är ett släkte av snäckor. Obrovia ingår i familjen tusensnäckor.
Släktet innehåller bara arten Obrovia neglecta.